# Eremochroa thermidora
Eremochroa thermidora là một loài bướm đêm trong họ Noctuidae.